# Oukuriella fittkaui
Oukuriella fittkaui är en tvåvingeart som först beskrevs av Reiff 2000.  Oukuriella fittkaui ingår i släktet Oukuriella och familjen fjädermyggor. Inga underarter finns listade i Catalogue of Life.